# Ауд-Лесден
Ауд-Лесден (нід. Oud-Leusden) — селище в нідерландській провінції Утрехт. Входить до муніципалітету Лесден. Наразі у селищі нараховується близько 15 будинків.

## Галерея

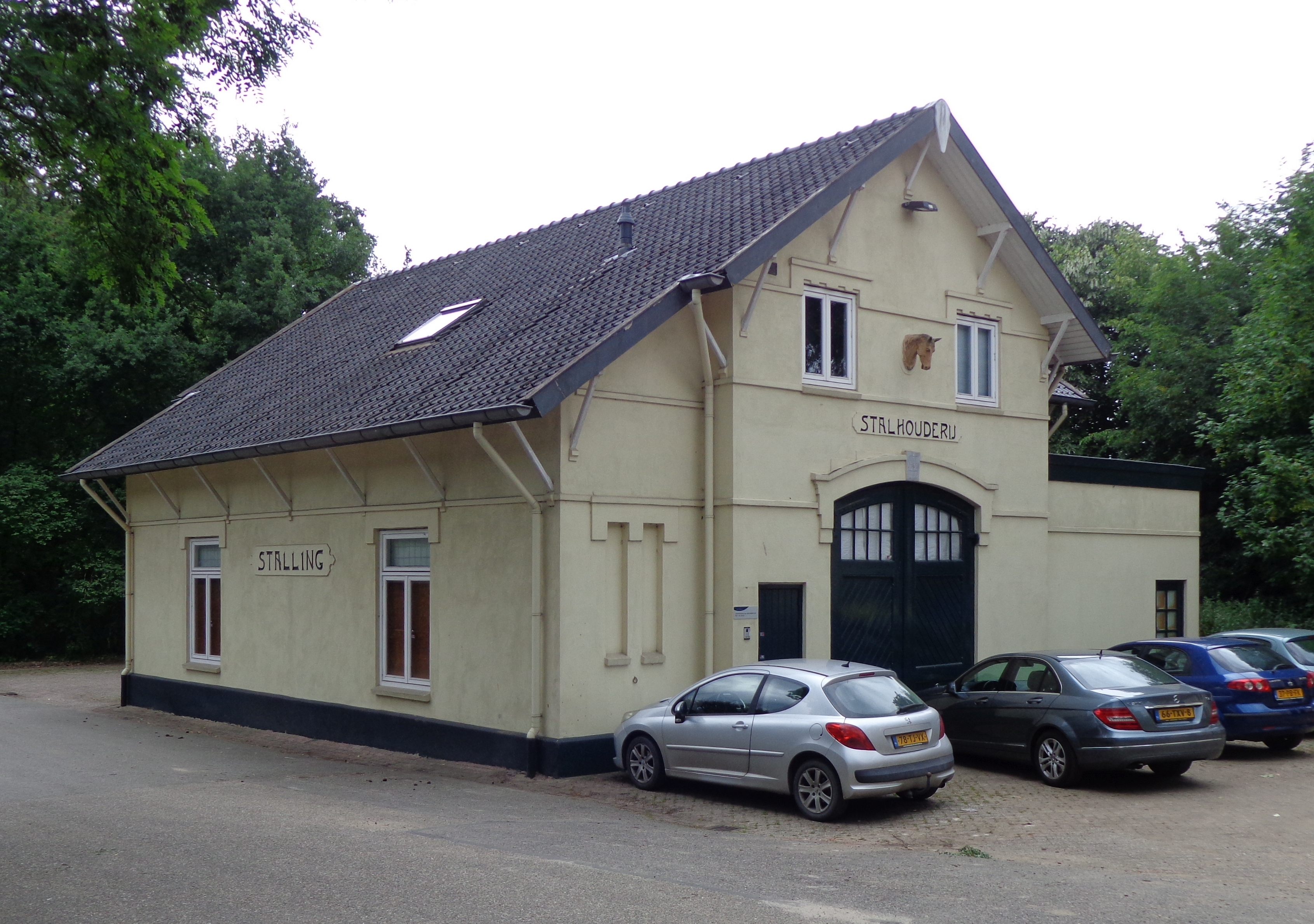
Будівля колишньої стайні